# Генрі Карлссон
Нільс Густав Ге́нрі Ка́рлссон (швед. Nils Gustav Henry Carlsson, 27 жовтня 1917, Фальчепінг — 28 травня 1999) — шведський футболіст, що грав на позиції центрфорварда за АІК, мадридський «Атлетіко» та національну збірну Швеції. По завершенні ігрової кар'єри — футбольний тренер. Також відомий як Гарвіс Карлссон.

## Клубна кар'єра
У дорослому футболі дебютував 1939 року виступами за команду клубу АІК, в якій провів дев'ять сезонів, взявши участь у 192 матчах чемпіонату. Більшість часу, проведеного у складі клубу АІК, був основним гравцем команди. У складі клубу АІК був одним з головних бомбардирів команди, маючи середню результативність на рівні 0,51 голу за гру першості.
Після лондонської Олімпіади перейшов у професіонали. Перший сезон відіграв у складі французького клуба «Стад Франсе» і, за рекордні для іспанського футболу 500 000 песет, перейшов до мадридського «Атлетіко».
Наприкінці 40-х років «матрасники» були лідерами на трансферному ринку Прімери. 1947 року придбали в «Алькояно» Антоніо Відаля за 450 000 песет, ця сума втричі перевищувала попередній рекорд — у 1930 році Рікардо Самора змінив барселонський «Еспаньйол» на мадридський «Реал» за 150 000 песет. У вересні наступного року до клубу приєднався гравець збірної Франції Ларбі Бен Барек, на прізвисько «Чорна перлина». Нападник «Стад Франсе» коштував власникам іспанського гранда 200 000 песет (рекордна сума для легіонерів Прімери).
Поява у команді Еленіо Еррери невисокого шведського центрфорварда відразу дала результат, «Атлетіко» двічі поспіль перемагав у чемпіонаті Іспанії. П'ятірка нападників — Ларбі Бен Барек, Генрі Карлссон, Хосеп Хункоса, Адріан Ескудеро, Перес Пайя — отримала назву «Делантера де Кристал» і вважається однією з найкращих в історії клубу. Сезон 1952/53 став для Генрі Карлссона останнім, як у складі «Атлетіко», так і в кар'єрі футболіста загалом.

## Виступи за збірну
1941 року дебютував в офіційних матчах у складі національної збірної Швеції. Протягом кар'єри у національній команді, яка тривала 9 років, провів у формі головної команди країни 26 матчів, забивши 17 голів.
У складі збірної був учасником футбольного турніру на Олімпійських іграх 1948 року у Лондоні, здобувши того року титул олімпійського чемпіона.

## Кар'єра тренера
Розпочав тренерську кар'єру невдовзі по завершенні кар'єри гравця, 1956 року, очоливши тренерський штаб клубу АІК.
В подальшому очолював команду клубу «Сундбюбергс», протягом 1965—1966 років знову тренував АІК.
Останнім місцем тренерської роботи був клуб «Броммапойкарна», команду якого Генрі Карлссон очолював як головний тренер до 1971 року.
Помер 28 травня 1999 року на 82-му році життя.

## Титули і досягнення
- Чемпіон Іспанії (2): 1950, 1951
- Володар Кубка Еви Дуарте (1): 1951

Збірні
- Олімпійський чемпіон: 1948